# Abgeordneteneid
Ein Abgeordneteneid ist ein von einem Abgeordneten zu leistender Eid. Er ist grundsätzlich vergleichbar mit der Diensteid von Ministern, Richtern, Beamten oder Soldaten, weist aber aufgrund der Sonderstellung des Abgeordneten Besonderheiten auf. Dies gilt insbesondere dann, wenn der Abgeordnete auf die Verfassung oder die Person des Staatsoberhauptes vereidigt wird, da es zu den Aufgaben des Parlamentes gehört, die Gesetze (und damit grundsätzlich auch Verfassung) zu ändern. Infolge dieses Spannungsfeldes wurde in vielen Fällen die Amtsleistung von Abgeordneten verweigert und damit politische Konflikte offenbar. Während historisch Abgeordneteneide üblich waren, sind sie heute nur noch in einigen Staaten zu finden.

## Inhalte des Eides
Die Inhalte des verlangten Eides können vielfältig sein. Üblicherweise beinhaltet die Eidesformel mehrere der im Folgenden genannten Inhalte. Typische Inhalte sind:

### Verpflichtung auf das Gemeinwohl
Weit verbreitet ist eine Verpflichtung des Abgeordneten auf das „allgemeines Wohl und Beste“. Ein Beispiel für eine derartige Formulierung ist die Eidesformel in Titel VII, § 25 der Verfassung des Königreichs Bayern von 1818. Der Abgeordnete verpflichtet sich damit nicht nur dem Gemeinwohl. Die Formel richtet sich auch gegen die Abstimmung für Partikularinteressen und ist eng mit dem Freien Mandat verknüpft.

### Verpflichtung auf Unabhängigkeit
Entsprechend dem Prinzip der Freiheit des Mandats verpflichten Eidesformeln die Abgeordneten darauf, keinen Weisungen zu folgen und lediglich dem eigenen Willen oder Gewissen zu folgen.

### Treueeid
Insbesondere in Monarchien und Diktaturen ist es üblich, von den Abgeordneten einen Treueeid auf den Herrscher zu fordern. Dieser Aspekt des Eides folgt den Traditionen der historischen Landstände, zu deren Tradition Huldigung des Fürsten und ein Treueeid auf ihn gehörten.

### Eid auf die Verfassung
Die Verpflichtung, die Verfassung und die Gesetze zu respektieren, ist ein vielfach vorkommender Teil der Eidesformel. Dieser Aspekt steht im Spannungsfeld zu der Aufgabe der Abgeordneten, Gesetze und teilweise auch die Verfassung zu ändern.

### Reinigungseid
In einem Reinigungseid versichern Abgeordnete, bei ihrer Wahl keinen Wahlbetrug begangen zu haben.

## Regelungen des Eides
Die Verpflichtung der Ablage des Abgeordneteneides kann unterschiedlich geregelt sein. Teilweise ist sie in der jeweiligen Verfassung geregelt, aber auch Regelungen im Wahlgesetz oder der Geschäftsordnung des Parlamentes kommen vor. Das deutsche Grundgesetz sieht keinen Abgeordneteneid vor.

## Vereidigung von Wahlmännern
Neben den Abgeordneten ist auch die Vereidigung der Wahlmänner möglich. Hier spielt vor allem der Aspekt des Reinigungseides eine Rolle, aber auch Unabhängigkeit und Gemeinwohlorientierung spielen eine Rolle.

„Ich schwöre, daß ich meine Wahlstimme nach freier innerer Ueberzeugung, wie ich solches zum allgemeinen besten des Landes für dienlich erachte, ohne Berücksichtigung einer Drohung, eines Versprechens oder eines Befehls, abgeben werde, und dießfalls von Niemand unter was immer für einem Namen, weder mittel- noch unmittelbar, irgend eine Gabe oder Geschenk angenommen habe, noch annehmen werde“

## Beispiele für Eidesformeln und Besonderheiten
„Ich schwöre Treue dem Könige, Gehorsam dem Gesetze, Beobachtung und Aufrechthaltung der Staats-Verfassung und in der Stände-Versammlung nur des ganzen Landes allgemeines Wohl und Beste ohne Rücksicht auf besondere Stände oder Klassen nach meiner innern Ueberzeugung zu berathen; So wahr mir Gott helfe und sein heiliges Evangelium.“

„Ich schwöre Treue dem Großherzog, Gehorsam dem Gesetze, genaue Befolgung  der Verfassung und in der Stände-Versammlung nur das allgemeine Wohl nach bester, eigener durch keinen Auftrag bestimmter Überzeugung beraten zu wollen“

„Ich schwöre im Namen der Heiligen und Wesensgleichen und Unteilbaren Dreifaltigkeit, dem Vaterland und der demokratischen Staatsordnung die Treue zu bewahren, Gehorsam gegenüber der Verfassung und den Gesetzen zu üben und meine Pflichten gewissenhaft zu erfüllen.“

„Sie werden geloben unverbrüchliche Treue der Republik Österreich, stete und volle Beobachtung der Verfassungsgesetze und aller anderen Gesetze und gewissenhafte Erfüllung Ihrer Pflichten.“

### Vereinigte Staaten
Die Abgeordneten und Senatoren des US-Kongresses legen den Abgeordneteneid als Gruppe zu Beginn der Sitzungsperiode ab. Der Eid ist in der Verfassung (Artikel 1 Abschnitt 3) vorgeschrieben aber sein  Wortlaut ist nicht festgelegt und wurde in der Geschichte mehrfach geändert.
Am Anfang von Sitzung wird in den USA häufig der Pledge of Allegiance gesprochen. Es handelt sich jedoch nicht um einen Eid und eine formale persönliche Verpflichtung hierzu besteht nicht.

## Konflikte
Hauptkonfliktpunkte sind der Treueeid zum Herrscher und die Verpflichtung auf die Verfassung.
Ein Beispiel für den ersten Fall war die Verweigerung des Treueeides durch die Mehrzahl der Mitglieder der ersten hessischen Kammer 1820. Mitglied der ersten Kammer waren vor allem die Standesherren, die Chefs der mediatisierten, früher reichsunmittelbaren Familien. Machtpolitisch verfügten sie über keine Möglichkeit mehr, die frühere Herrschaft zurückzuerlangen, dennoch waren sie nicht bereit, einen Eid auf den Großherzog zu leisten. Ihren Sitz in der Kammer nahmen sie nicht ein. In der Folge wurden nach intensiven Verhandlungen Verträge zwischen den einzelnen Standesherren und dem Großherzogtum abgeschlossen, die die Standesvorrechte sicherten und die Standesherren legten den Eid ab und wirkten in der Ersten Kammer mit.
Ähnlich war die Situation der republikanischen Abgeordneten im hessischen Landtag knappe 100 Jahre später. Als Abgeordnete des Landtags auf den Großherzog vereidigt, beteiligten sie sich während der Novemberrevolution 1918 an der Absetzung des Großherzogs. Carl Ulrich, der erste Ministerpräsident nach dem Ausrufen der Republik, begründete das für sich wie folgt:

„Treue gegen Treue! Ich habe den Mut, dem Großherzog, dem ich die Treue geschworen habe, sie zu halten, und wenn es Zeit ist, das zu sagen, was ich als Republikaner für richtig halte. Ich würde meine Treue so weit treiben, Seiner Königlichen Hoheit, wenn ich sähe, das gesamte Hessenvolk stünde in seiner großen Mehrheit auf dem Boden der Republik, entsprechend meinem Eide zu sagen: Königliche Hoheit! Treue gegen Treue: Es wäre gut, wenn Sie Republikaner würden.“

Der zweite Konfliktpunkt ist die Verpflichtung auf die Verfassung. 2012 wurde Aung San Suu Kyi in einer freien Wahl als Abgeordnete in Myanmar gewählt. Sie weigerte sich, einen Eid auf die Verfassung abzulegen, in der die Vorherrschaft der Militärjunta festgeschrieben war. Erst nach einem Kompromiss legte sie die Eidesformel ab und trat ihr Mandat an.